# Neurasthenie
Neurasthenie (Nervenschwäche; von altgriechisch νεῦρον neuron „Nerv“ und ἀσθενής asthenḗs „schwach“) ist eine in der ICD-10 enthaltene psychische Störung. Sie wird nur noch selten diagnostiziert und spielt in der psychotherapeutischen sowie psychiatrischen Praxis kaum noch eine Rolle, da inzwischen andere Krankheitsbilder (u. a. Depression und Burn-out) beschrieben wurden, welche die Symptome der Neurasthenie umfassen. Die aus den USA als Krankheitskonzept übernommene Befindlichkeitsstörung wird im Deutschen häufig als „reizbare Schwäche“ bezeichnet. Neurasthenie gehörte im ausgehenden 19. und beginnenden 20. Jahrhundert zu den Modekrankheiten einer gehobenen Gesellschaftsschicht. Eine Abwechslung verheißende und anregende Behandlung im Kurverfahren erfolgte seinerzeit nach den Prinzipien des Brownianismus.
In China (dort chinesisch 神經衰弱 / 神经衰弱, Pinyin shénjīng shuāiruò genannt) und Japan (japanisch 神経衰弱 shinkei suijaku) wird sie häufig diagnostiziert, vor allem da mit ihr nicht das Stigma einer psychischen Störung einhergeht, so dass damit bisweilen Erkrankungen wie Schizophrenie kaschiert werden. In Japan wird die Morita-Therapie zur Behandlung eingesetzt.

## Symptome
Hauptsymptom der Neurasthenie ist die Erschöpfung und Ermüdung, die entweder durch eine zu geringe Belastbarkeit durch äußere Reize und Anstrengungen oder auch durch zu geringe oder zu monotone Reize selbst verursacht sein kann (Boreout-Syndrom). Neben Ermüdung, Ängstlichkeit, Kopfschmerzen, Impotenz bei Männern und Frigidität bei Frauen, Neuralgie, Konzentrationsstörungen, Freudlosigkeit und Melancholie sind daher auch Unfähigkeit zu entspannen, Spannungskopfschmerz und erhöhte Reizbarkeit zu nennen. Die Symptomatik ist als variabel zu bezeichnen. Es besteht eine kulturelle und gesellschaftliche Eigenart von Symptomen.

## Geschichte der Therapie
In der Gründerzeit wurde die Neurasthenie mittels Kurverfahren nach den Prinzipien des Brownianismus behandelt. Sie wurde von den Betroffenen vielfach als Angelegenheit vitalisierender, rein äußerlicher Anwendungen und Therapieverfahren und nicht als einer persönlichen, inneren Veränderung angesehen. Damit war die Beliebtheit der sich rasch verbreitenden Bezeichnung vorgegeben. In dieser Hinsicht ist es bedeutsam, dass die anfänglichen Vorstellungen der Behandlung gerade von Beard, einem New Yorker Neurologen und Elektrotherapeuten, ausgingen, auch wenn es sich hier ursprünglich nur um einfache Reizstromanwendungen einer somatischen Behandlungsform handelte (Somatotherapie).
Psychodynamisch betrachtet, unterschied sich die Neurasthenie von irreversiblen durch körperliche Entartung und Endogenität bedingten seelischen Störungen (siehe auch den medizingeschichtlichen Begriff der endogenen Psychose). Eigene psychische Beteiligung wurde somit durch die Betonung des organischen Aspekts der Nervenschwäche als Folge von Erschöpfung ausgeschlossen. Allerdings wurden gesellschaftliche Probleme zunehmend mit in die therapeutischen Betrachtungen einbezogen. Die sich hieraus ergebenden therapeutischen Konsequenzen waren auf Erholung des Nervensystems und Veränderung der Arbeitsbedingungen gerichtet.
Von der durch George Cheyne (1671–1743) beschriebenen „English Malady“ hin zu der von George Miller Beard (1839–1883), der 1869 das moderne Krankheitsbild der Neurasthenie beschrieben hat, beschriebenen „American Nervousness“ war kein weiter Schritt. Diese Entwicklungstendenz kann auch weiter beobachtet werden bis hin zum Erscheinen arbeitsmedizinischer Schriften, in denen die Neurasthenie – besonders bei Frauen – als Folge einer Wirtschaftspolitik erscheint, die den Konkurrenzdruck zwischen den Unternehmen verschärft und zu fortschreitender Mechanisierung führt. Folgt man diesen Schriften, so sind diese Änderungen nicht ohne Auswirkung auf die Arbeitsbedingungen und damit auch auf die psychische Gesundheit einschließlich der Ausbildung von Organneurosen. 1913 erschien das Sammelwerk „Krankheit und soziale Lage“ zur ›Hochzeit‹ der Sozialhygiene im Deutschen Reich.
Freud war ursprünglich auch Anwender der Reizstrombehandlung (siehe auch den unten genannten Fall der Elisabeth von R). Er grenzte jedoch entsprechend der allgemeinen Auffassung seiner Zeit die Neurasthenie aus seinem späteren Konzept der Neurosen und der bei der Angstneurose wirksamen Signalangst von der Neurasthenie ab. Die Neurasthenie rechnete er zu den Aktualneurosen. Die therapeutischen Konsequenzen folgten einer bei dieser Krankheitsgruppe besonders verbreiteten Einstellung des sozial orientierten Krankheitsgewinns und waren auf die Veränderung äußerer Bedingungen abgestimmt.

## Historisches
Es gibt seit der Antike Beschreibungen, welche die genannten Symptome unter Melancholie und Hypochondrie zusammenfassten. Das Phänomen des „Nervösen“ war erst im Zeitalter der Empfindsamkeit durch die physiologische Literatur des 18. Jahrhunderts und die darauf folgenden Auseinandersetzungen zwischen Psychikern und Somatikern in die wissenschaftliche Diskussion zusammen mit der moralischen Behandlung eingeführt worden. Auch hier wurde die bereits auf die später von George Miller Beard favorisierte soziologische Betrachtung von Krankheiten erstmals hingewiesen, so z. B. von George Cheyne (1671–1743), der die Engländer als besonders „nervös“ ansah und daher von „English Malady“ sprach. Insbesondere der Brownianismus hatte die krankheitsauslösende Bedeutung von zu schwachen und zu starken nervösen Reizen betont (Gegensätzlichkeit von Sthenie und Asthenie).
Die Bezeichnung Neurasthenie wurde von Miller Beard 1869 zwar nicht geprägt, aber sie fand durch ihn und seine ab diesem Zeitpunkt erscheinenden Schriften eine äußerst weite inneramerikanische und internationale Verbreitung. Dem geschichtlichen Trend seiner Zeit folgend führte Beard die Symptome nervöser Erschöpfung auf Mangel an bestimmten chemischen Elementen zurück wie z. B. Phosphor und begünstigte damit den in dieser Zeit eifrig aufgegriffenen Gedanken der medizinischen Kurbehandlung einschließlich der Anwendung von Diät. Beard leitete aber auch ein weiteres Umdenken insofern ein, indem er die Krankheit mit dem „Amerikanischen Lebensstil“ in Zusammenhang brachte und somit dem Gedanken einer soziologischen Betrachtungsweise von Krankheit weitere Beachtung verschaffte.
Auch der später u. a. von Sigmund Freud und Richard von Krafft-Ebing aufgegriffene Gesichtspunkt der Sexualmoral wurde von Beard in einer eigenen Schrift abgehandelt. Zu dieser Zeit wurden psychische Störungen von Neurologen wie z. B. Dubois-Reymond, Remak, Waller und Magendie überwiegend als körperlich verursacht interpretiert. Freud grenzte 1895 von der Neurasthenie die Angstneurose ab, siehe den folgenden Abschnitt Freuds Erklärung der Neurasthenie. Zeitgleich mit ihm legte Krafft-Ebing auch soziologischen Aspekten eine wichtige Bedeutung bei.
Heute wird die Neurasthenie z. T. als neurotisch, funktionell oder psychosomatisch mitverursacht beschrieben. Der Niedergang der Bezeichnung Neurasthenie hängt mit deren zunehmender Psychiatrisierung zusammen, ähnlich der Bezeichnung Neurose, die ursprünglich ein somatischer Kampfbegriff gegen die von Psychikern vertretene moralisierende Betrachtungsweise darstellte. Vielfach kam anstelle der Bezeichnung Neurasthenie die Bezeichnung Psychasthenie auf.

### Freuds Erklärung der Neurasthenie
Als typische Symptome der Neurasthenie betrachtete Freud in seinen frühen Schriften den Kopfdruck, die Spinalirritation und die Dyspepsie mit Flatulenz und Obstipation. Er war jedoch eher wenig davon überzeugt, dass es sich bei dieser weit verbreiteten Bezeichnung der Neurasthenie um eine spezifische Krankheitseinheit handelt, insbesondere hinsichtlich ihrer Ätiologie und des „Mechanismus“ ihrer Auslösung. Er schrieb daher: „Es ist schwierig, etwas Allgemeingültiges von der Neurasthenie auszusagen, solange man diesen Krankheitsnamen all das bedeuten läßt, wofür Beard ihn gebraucht hat.“ Differentialdiagnostisch grenzte schon Freud die von der Symptomatik her recht ähnlichen, jedoch von der Entstehung zu unterscheidenden organisch bedingten Pseudoneurasthenien und die depressiven bzw. zyklothymen Störungen vom allgemeinen neurasthenischen Beschwerdebild ab. Sein Augenmerk richtete er in einer eigenen Schrift auf die Abgrenzung von Neurasthenie und Angstneurose.
In einer speziellen Falldarstellung definiert Freud die Neurasthenie auch als mit Angstneurose behaftete Hypochondrie. Es ist von psychiatriegeschichtlichem Interesse, dass in diesem Falle bei Fräulein Elisabeth v. R... eine Reizstrombehandlung nach dem Muster von Beard durchgeführt wurde. Hypochondrie ist nach Freud die auf eine Krankheit bezogene ängstliche Erwartung, der gewisse körperliche Missempfindungen vorausgehen. Da Freud von der Bedeutung der Sexualität bei der Diagnose und Behandlung der Hysterie überzeugt war, sah er auch bei den übrigen Neurosen ähnliche Auslösungsmechanismen. Freud sah das Spezifische der Angstneurose in der Ablenkung der von somatischen Quellen herrührenden Sexualerregung von dem normalen Ziel der Befriedigung durch den Sexualpartner. Entscheidend für die fehlende Befriedigung sei die Entfremdung zwischen somatischen und psychischen Abläufen.
Sexuelle Befriedigung sah er aber als psychisches Moment an. Freud betrachtete die abgewehrte Sexualerregung als energetisches Äquivalent der Libido. Die Mechanismen, die demnach zur Auslösung der Angstneurose führten, waren für Freud bestimmte u. a. auf Verhütung einer Schwangerschaft gerichtete Praktiken des Koitus wie z. B. Coitus reservatus oder Coitus interruptus. Nicht aber die Furcht vor der Schwangerschaft, sondern vielmehr das rein psychologische Moment der sexuellen Befriedigung sei für die Auslösung der Angstneurose verantwortlich, da auch Frauen, die gegenüber der Folge einer Schwangerschaft unbesorgt seien, zur Entwicklung von Angstneurosen neigten. Zur Angstneurose führen also alle diejenigen Momente, die eine psychische Verarbeitung der somatischen Sexualerregung verhindern. Neurasthenie hingegen war für Freud hauptsächlich durch Erschöpfung der Libido durch gewohnheitsmäßige Masturbation hervorgerufen.
Freud zählte die Neurasthenie neben Angstneurose und Hypochondrie zu den drei Aktualneurosen. Diese Gruppe von Neurosen hielt er verursacht durch eine inadäquate Verarbeitung der seelischen Energie (Libido). Erst mit seiner zweiten Angsttheorie (Signalangst) räumte Freud die Entstehung von Angstneurosen in Abhängigkeit von innerseelischen Faktoren ein. Angstneurose war damit nicht nur eine äußerliche Fehlverarbeitung von Erregungsreizen, sondern auch ein Ergebnis der mangelhaften Ich-Organisation. Freud erwies sich mit diesen Auffassungen als Nachfolger in der Tradition der moralischen Behandlung. Aus heutiger Sicht ist die psychische Komponente bei der Auslösung der Angstneurose wohl eher in der häufig vorkommenden Verlustangst gegenüber einer Bezugsperson zu sehen, die gleichzeitig auch oft auf Mängel in der Ich-Organisation hinweist.

### Abgrenzung von Neuropathien
Wenngleich der organische Charakter bei der Definition der Neurasthenie ursprünglich im Vordergrund stand, so wurden andererseits doch krankhafte organische Veränderungen der Nerven ausgeschlossen, wie sie durch den Oberbegriff der Neuropathie festgelegt sind. Damit sollte dem Einfluss äußerer Faktoren bei einem ursprünglich gesunden Nervensystem größere Bedeutung zugemessen werden. Insofern entwickelte sich der Begriff zum Sammelbecken organisch nicht recht fassbarer Beschwerden, was er bis zum heutigen Tag blieb.

## Heutige Sicht
Es gibt die Auffassung, die Neurasthenie entspreche dem, was heute als Burn-out-Syndrom oder Erschöpfungsdepression bezeichnet wird. Allerdings gibt es hierzu keine abschließenden Untersuchungen, da die Neurasthenie ein in Vergessenheit geratenes Krankheitsbild ist, das quasi nicht mehr erforscht wird. Wolfgang Seidel schrieb 2011 im Vorwort zu seinem Burn-out-Buch:

„Die Neurasthenie galt schon vor 100 Jahren als typische Lehrererkrankung. Sie hatte keinen sonderlich guten Ruf, sondern war eher ein Tabuthema. Kaum einer wird behauptet haben, dass er gerne darunter leide. Das ist ganz anders beim Burnout, der seit etwa 40 Jahren zunehmend häufig diagnostiziert und diskutiert wird. Beim Burnout wird den äußeren Umständen, also besonders den Arbeitsbedingungen ein wesentlicher Anteil am Entstehen zugesprochen. Das löst bei den Menschen Mitleid und Hilfsangebote aus …“

Im ICD-10-Code hat Neurasthenie die Nummer F48.0, wobei explizit angegeben ist, dass damit nicht das Burn-out-Syndrom (Code Z73.0) gemeint sei.